# Regina Honu
Regina Fremah Honu, née Agyare, est une informaticienne et entrepreneuse sociale ghanéenne. En 2017, elle fait partie des 100 femmes de l'année de la BBC et est intégrée au sein de l'équipe de lutte contre l’illettrisme des femmes.

## Biographie
Entre 1999 et 2001, Regina Honu étudie les sciences au lycée Holy Child High School (en) à Cape Coast. En 2002, elle entre à l'Université Ashesi d'où elle  sort diplômée d'un baccalauréat universitaire en sciences en informatique en 2005. En 2008, elle est responsable management du système d'information et directrice de la recherche au sein de la banque Fidelity Bank Ghana (en) à Accra.
Sa biographie figure dans le livre de 2013 En avant toutes : les femmes, le travail et le pouvoir de Sheryl Sandberg.

## Carrière
En mars 2012, elle crée l'entreprise Soronko Solutions qui met la technologie au service du développement social. Elle donne notamment des cours de programmation informatique et de sciences aux filles et aux jeunes femmes ghanéenne en zone rurale et les aide à obtenir des bourses pour faire des études et réduire les écarts genrés dans les domaines de la technologie,,,. En 2021, le programme aurait formé plus de 20 000 femmes et filles.
En 2013, elle fonde le mouvement Tech Needs Girls qui vise à former davantage de filles ghanéennes dans les domaines de la technologie, notamment le codage informatique. Elle dirige la Soronko Academy, la première école de codage et de design centrée sur l'humain en Afrique de l'Ouest, en association avec le programme Tech Needs Girls qui a formé plus de 3 500 filles au Ghana et au Burkina Faso.
En mars 2016, elle devient ambassadrice pour le Ghana au sein de l'entreprise néerlandaise Vlisco. Elle lance la  campagne #stylewithcode pour encourager les filles à apprendre de nouvelles compétences en apprenant à coder.

## Récompenses et honneurs
- 2017 : membre des 100 femmes de l'année de la BBC
- 2014 : membre de l'Institut Aspen
- 2013 :
  - membre de l'association Ashoka[11]
  - membre des global shapers lors du Forum économique mondial

- Vital Voices VV lead fellow et fait partie des 100 femmes exceptionnelles du Vital Voices Global Leadership Network.

- Membre de GOOD Global Fellow

- Elle est un leader du changement avec Tigo Reach For Change.

- Regina Honu lors du lancement de Rama

- Elle a récemment remporté le prix Buffett 2017 pour les leaders mondiaux émergents décerné par l'université Northwestern.

- Elle a été honorée comme l'un des 60 jeunes réalisateurs de Coca-Cola avec une performance exceptionnelle dans le domaine de la technologie.

- Elle a ensuite reçu le prix Big Six de Coca-Cola Ghana pour son incroyable contribution dans le domaine de la technologie.

- Elle a remporté le prix de l'entrepreneur de l'année 2016 et son organisation a remporté le prix de l'entreprise sociale de l'année lors des 2016 Ghana StartUp Awards.

- Elle a également remporté le prix JCI Ghana Outstanding Young Person pour ses progrès scientifiques et technologiques.

- Son organisation a été nommée pour le prix du choix de la rédaction dans le cadre du prix Women in IT au Royaume-Uni

- Elle a été finaliste pour le prix de la femme numérique africaine de l'année décerné par l'UIT.

- Elle a reçu le prix "Women of Courage Award for Technology" (Prix du courage féminin pour la technologie).

- Elle fait partie du comité consultatif de projet chargé de conseiller le Comité des droits de l'enfant des Nations unies sur la mise à jour de la Convention relative aux droits de l'enfant à l'ère numérique.